# 1774 en science
| Années de la science : 1771 - 1772 - 1773 - 1774 - 1775 - 1776 - 1777    |
| Décennies de la science : 1740 - 1750 - 1760 - 1770 - 1780 - 1790 - 1800 |

Cet article présente les faits marquants de l'année 1774 en science.

## Événements
- 27 janvier : John Wilkinson dépose un brevet pour une machine à aléser les canons[1].

- 12 mars : mise en service de l'escalier d'eau à cinq étages de Bingley[2].

- 6 juin : ouverture du canal de Bydgoszcz reliant le bassin de la Vistule au bassin de l'Oder. Des travaux sont menés sur le renforcement des écluses et l'approfondissement du canal jusqu'en 1775[3].

- 1er août : le chimiste britannique Joseph Priestley découvre le gaz dioxygène. Il réalise la première production d’oxygène en chauffant de l’oxyde de mercure[4]. Il est le premier à reconnaître le rôle de l’oxygène dans la respiration des végétaux (1775).

- 12 novembre : lecture à la séance publique de l'Académie des sciences du  Mémoire sur la calcination de l'étain dans les vaisseaux fermés et sur la cause de l'augmentation de poids qu'acquiert ce métal pendant cette opération de Lavoisier (publié en 1777)[5]. Lavoisier, qui a rencontré Joseph Priestley durant l'automne, annonce officiellement que l'air est composé de deux gaz et qu'un seul d'entre eux se combine avec l'étain pendant sa combustion[6].

- 31 décembre : Johann Elert Bode découvre les galaxies Messier 81 et Messier 82[7].

- Le chimiste suédois Carl Wilhelm Scheele découvre le chlore en faisant réagir de l'acide chlorhydrique sur du dioxyde de manganèse et l’appelle acide muriatique déphlogistiqué[8]. Il découvre l'oxyde de barium[9].
- Johan Gottlieb Gahn isole le manganèse à partir du dioxyde de manganèse contenu dans la pyrolusite[10].
- Nevil Maskelyne tente avec un groupe de scientifiques britanniques de la Royal Society l'expérience du Schiehallion pour déterminer la densité moyenne de la Terre et sa masse[11].

## Publications

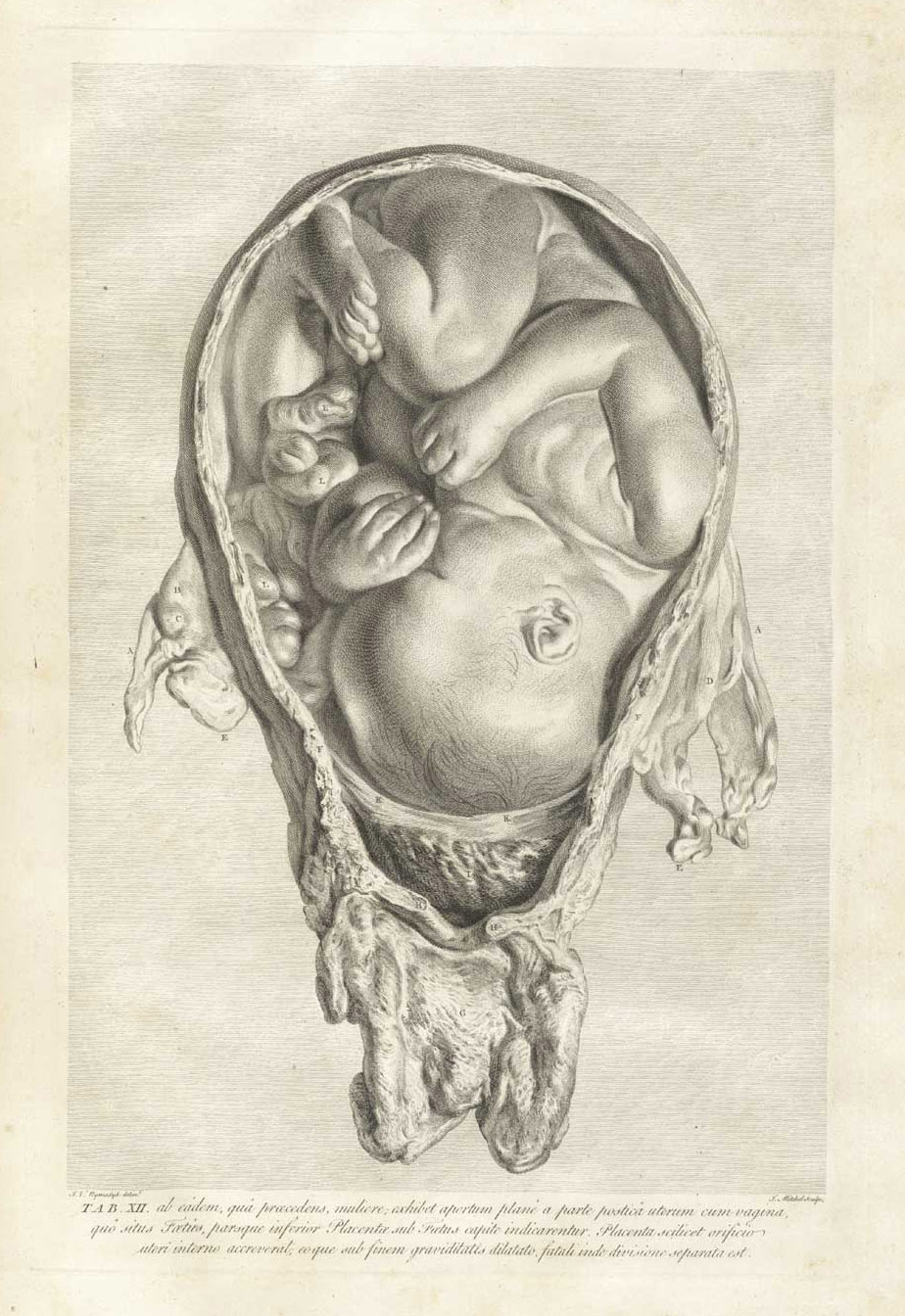
Planche de lAnatomie de l'utérus humain gravide de William Hunter.

- Bonaventura Corti (it) : Osservazioni microscopiche sulla tremella e sulla circulazione del fluido in una pianta acquajuola, Lucques. Il décrit la circulation du protoplasme dans les cellules végétales[12].
- Sugita Genpaku : Kaitai Shinsho (Nouveau traité d'anatomie), traduit du hollandais en japonais.
- William Hunter : Anatomia uteri humani gravidi tabulis illustrata (Anatomie de l'utérus humain gravide), Londres.
- Antoine-Laurent de Jussieu : Exposition d'un nouvel ordre de plantes adopté dans les démonstrations du Jardin royal.
- Joseph-Louis Lagrange : Sur le mouvement des nœuds des orbites planétaires, Nouveaux Mémoires de l'Académie de Berlin.
- Pierre-Simon Laplace : Mémoire sur la probabilité des causes par les événements. Il énonce le théorème de Bayes sous sa forme actuelle[13].
- Antoine Lavoisier : Opuscules physiques et chimiques.
- Joseph Priestley : Experiments and Observations on Different Kinds of Air, Vol.1. London, 1774.
- Johann Christian Daniel von Schreber : Die Säugethiere in Abbildungen nach der Natur mit Beschreibunge, qui décrit les mammifères du monde entier avec leurs noms binominaux.

## Naissances

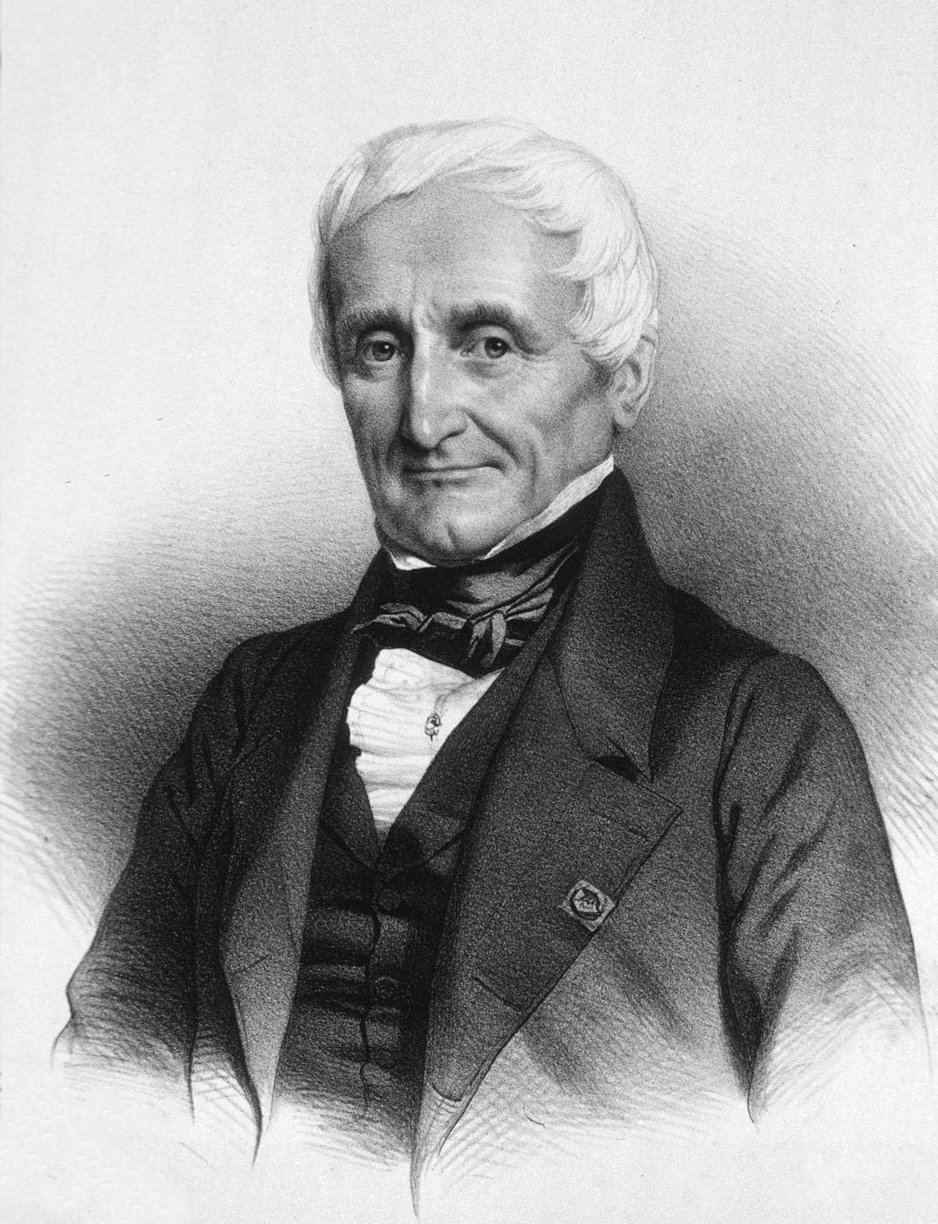
André Marie Constant Duméril

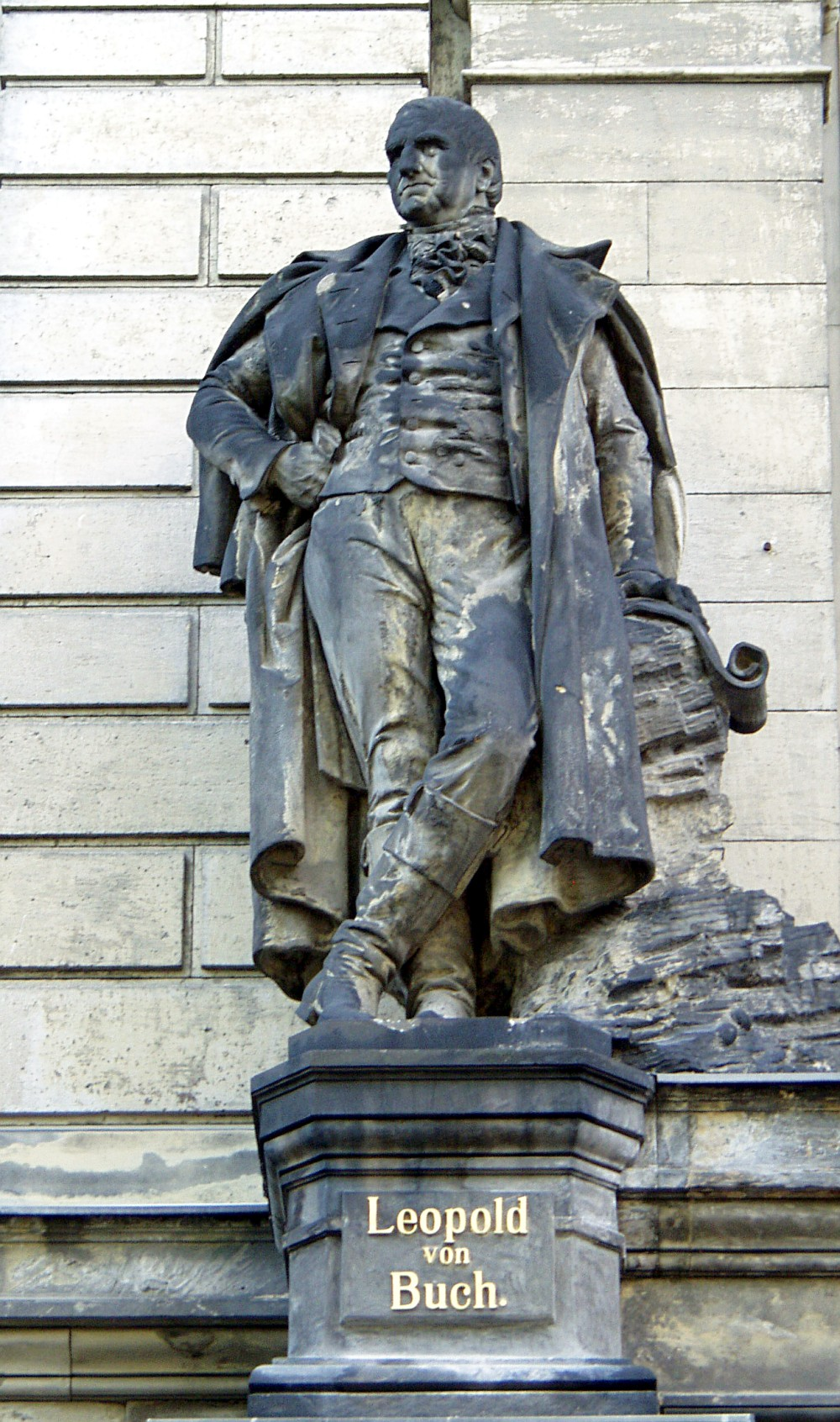
Leopold von Buch

- 1er janvier : André Marie Constant Duméril (mort en 1860), zoologiste français.
- 18 janvier : James Millingen (mort en 1845 en science), historien, numismate et archéologue anglais.

- 16 mars : Matthew Flinders (mort en 1814), navigateur et explorateur britannique.
- 25 mars : François Marie Daudin (mort en 1804), zoologiste français.

- 19 avril : Alexis de Courval (mort en 1822), homme politique et archéologue français.
- 21 avril : Jean-Baptiste Biot (mort en 1862), physicien, astronome et mathématicien français.
- 26 avril : Leopold von Buch (mort en 1853), géologue allemand.
- 28 avril : Francis Baily (mort en 1844), astronome anglais.

- 7 mai : Francis Beaufort (mort en 1856), hydrographe britannique d'origine irlandaise.
- 20 mai : Jacques Joseph Baudrillart (mort en 1832), agronome et forestier français[14].
- 28 mai : Edward Charles Howard (mort en 1816), chimiste britannique.

- 3 juin : Wilhelm Ludwig Rapp (mort en 1868), médecin et naturaliste allemand.
- 10 juin : Karl Haller von Hallerstein (mort en 1817), archéologue allemand[15].

- Juillet : Robert Jameson (mort en 1854), géologue et minéralogiste écossais.

- 18 août : Meriwether Lewis (mort en 1809), explorateur américain.

- 8 octobre : Louis Depuch (mort en 1803), minéralogiste français.

- 2 novembre : Georges Serullas (mort en 1832), chimiste et pharmacien français.
- 24 novembre : Thomas Dick (mort en 1857), révérend, professeur de sciences et écrivain écossais.
- Novembre : Charles Bell (mort en 1842), anatomiste écossais.

- Ishak Effendi (mort en 1835), mathématicien ottoman.
- Karl Dietrich Eberhard König (mort en 1851), naturaliste allemand.

## Décès
- 4 février : Charles Marie de La Condamine (né en 1701), géographe français.

- 23 octobre : Michel Benoist (né en 1715), jésuite, missionnaire et scientifique français.
- 29 octobre : Ferdinand Augustin Hallerstein (né en 1703), prêtre jésuite, astronome et mathématicien slovène, missionnaire en Chine.
- Octobre : Charles Wood (né en 1702), maître de forges anglais.

- 17 novembre : Jean Althen (né en 1710), agronome d'origine arménienne[16].

- Patrick Murdoch, ecclésiastique et mathématicien écossais.